# Columba de Terryglass
São Columba de Terryglass (Colum) (data da morte em 13 de dezembro de 552) foi filho de Ninnidh, um descendente de Crinthainn, Rei de Leinster. Columba foi discípulo de Finnian de Clonard. É também um dos Doze Apóstolos da Irlanda.